# 고호쿠정 (시가현)
고호쿠정(湖北町)은 일본 시가현 히가시아자이군에 설치되었던 정이다. 현재의 나가하마시의 일부에 해당한다.

## 인접한 자치체
- 나가하마시
- 히가시아자이군：도라히메정
- 이카군：다카쓰키정, 니시아자이정

## 역사
- 1956년 1월 - 히가시아자이군 오다니촌과 하야미촌이 합병해 성립하였다.
- 1956년 9월 - 아사히촌과 합병하였다.
- 2010년 1월 1일 - 히가시아자이군 도라히메정, 이카군 다카쓰키정, 기노모토정, 니시아자이정, 요고정과 함께 나가하마시에 편입 합병됨으로 폐지됨.

## 교통

### 철도
- 서일본 여객철도 호쿠리쿠 본선

### 도로
- 국도 제8호선
- 국도 제365호선